# ティム・クレスウェル
ティム・クレスウェル（Tim Cresswell 1965年2月26日-）は、イギリスの人文地理学者および詩人である。トリニティ・カレッジ（コネチカット州）の学部長および教務担当副学長を務めたのち、現在はエディンバラ大学のオギルビー人文地理学講座教授。人文地理学を専門とし、文化的生活における場所とモビリティの役割に関する6冊の単著と4つの共編著を持つほか、学術雑誌 GeoHumanities の初代編集長も務めた。 クレスウェルは、モビリティに関する理論的潮流における重要人物である。彼は詩人でもあり、Penned in the Margins社からSoil（2013）、Fence（2015）、Plastiglomerate（2020）の3つの作品集を出版している   。Fence は、クレスウェルがアレックス・ハートレイ（芸術家）のプロジェクト『Nowhereisland』に参加した経験をもとにした詩集である。

## 経歴
1965年2月26日、イギリスに生まれる。
1983年～1986年、ユニヴァーシティ・カレッジ・ロンドン（UCL）地理学科。1986年に学士（地理学）を取得。
1986年～1992年、ウィスコンシン大学マディソン校大学院でイー・フー・トゥアンに学ぶ。1992年に博士（地理学）を取得。
1993年～1999年、ウェールズ大学ランペーター校に勤務。
1999年1月～2006年5月、ウェールズ大学アベリストウィス校地理学教授。
2006年7月～2013年10月、ロイヤル・ホロウェイ人文地理学教授。
2013年8月～2016年6月、ノースイースタン大学教授。
2016年7月～2019年、トリニティ・カレッジ学部長兼教務担当副学長。
2019年7月～現在、エディンバラ大学のオギルビー人文地理学講座教授。

## 著書
- (1996) In Place/Out of Place: Geography, Ideology and Transgression University of Minnesota Press
- (2001) The Tramp in America
- (2002) Engaging Film: Geographies of Mobility and Identity (co-edited with Deborah Dixon)
- (2002) Mobilizing Place, Placing Mobility (co-edited with Ginette Verstraete)
- (2004) Place: A Short Introduction
- (2006) On the Move: Mobility in the Modern World
- (2008) Gendered Mobilities (co-edited with Tanu Priya Uteng)
- (2012) Geographies of Mobilities: Practices, Spaces, Subjects (co-edited with Peter Merriman)
- (2013) Soil (poetry)
- (2013) Geographic Thought: A Critical Introduction
  - 人文地理学思想史に関する書籍。以下の文献に概要が記されている。
  - 松尾容孝「今日の人文地理学 : Tim Cresswell の近業に沿って」『専修人文論集』第95巻、専修大学学会、2014年11月、183-206頁、CRID 1390572174778782336、doi:10.34360/00002243、ISSN 03864367。
  - 松尾容孝「今日の人文地理学 : Tim Cresswell の近業に沿って(2)」『専修人文論集』第96巻、専修大学学会、2015年3月、133-163頁、CRID 1390290699802066560、doi:10.34360/00002270、ISSN 03864367。
- (2014) Place: An Introduction (Second Edition)
- (2015) "Ne pas dépasser la ligne! Fabrique des identités et contrôle du mouvement dans les lieux de transit (with Geraldine Lay and Mikaël Lemarchand)
- (2015) Fence (poetry)
- (2019) Maxwell Street: Thinking and Writing Place
- (2020) Plastiglomerate (poetry)